# Les Indes galantes
Les Indes galantes (etwa „das galante Indien“) ist die erste von insgesamt sechs Ballettopern (opéra-ballet) des französischen Komponisten Jean-Philippe Rameau. Sie enthält einen Prolog und vier Entrées (Aufzüge). Das Libretto stammt von Louis Fuzelier. Die Oper geriet im 19. Jahrhundert fast vollständig in Vergessenheit, gilt jedoch heute als das berühmteste Bühnenwerk des Komponisten.

## Geschichte
Die Uraufführung von Les Indes galantes erfolgte am 23. August 1735 in der Académie royale de musique in Paris. Das Werk enthielt damals nur die zwei ersten Aufzüge, worauf bei der dritten Aufführung ein dritter und bei einer weiteren Aufführung am 10. März 1736 ein vierter Teil hinzugefügt wurden. Diese relative Freiheit im Aufbau liegt im Charakter der Ballettoper begründet. Hier liegt im Unterschied zu anderen Arten von Opern der Schwerpunkt nicht auf einer schlüssigen Handlung, sondern auf einer spektakulären Inszenierung mit prunkvollen Kostümen, überraschenden Effekten der Bühnenmaschinerie und vor allem auf den Tänzen.
Innerhalb der französischen Oper war das Genre der Ballettoper von André Campra erfunden worden, dessen Werk L’Europe galante („Das galante Europa“) mit Liebesgeschichten aus Frankreich, Spanien, Italien und der Türkei 1697 uraufgeführt wurde. Rameau erweitert in seinem Werk den Gesichtskreis, wobei mit „Les Indes“ nicht das heutige Indien gemeint ist. Es werden vielmehr verschiedene Formen der galanten Liebe in „exotischen“ Ländern vorgeführt. Rameaus Ballettoper führt das Publikum in die Türkei, nach Peru, Persien und zu den Indianern Nordamerikas.
Das Werk war erfolgreich, wurde von Zeitgenossen wie Montéclair geschätzt und erlebte im 18. Jahrhundert zahlreiche Aufführungen. Bald nach dem Tod von Ludwig XV. geriet es jedoch in Vergessenheit. Erst 1925 erfolgte eine Teilaufführung in der Opéra-Comique, bearbeitet von Paul Dukas. Ab 1952 erklang das Werk in der Opéra Garnier, wurde 1957 in der Königlichen Oper im Schloss Versailles zu Ehren von Königin Elisabeth II. von England aufgeführt und seither mehrmals neu inszeniert.
2017 adaptierte der Filmemacher, Installations- und Videokünstler sowie Fotograf Clément Cogitore für die Digitalbühne („Troisième Scène“) der Opéra de Paris einen Auszug aus Les Indes galantes. 2019 inszenierten er und Bintou Dembélé die gesamte Oper mit Nachwuchssängern. In dieser Inszenierung wird Streetdance mit Barockmusik zu einer sehr aktuellen „entkolonialisierten“ Version des Werkes kombiniert.

## Inhalt
Nach einer ausgedehnten französischen Ouvertüre in G-Dur im Stil von Jean-Baptiste Lully folgt ein Prolog. Eine idyllische Musette unter Anleitung von Hebe (Sopran), der Göttin der Jugend, wird von Trompetenfanfaren unterbrochen, die den Auftritt der Kriegsgöttin Bellone (Bass, Travestierolle) ankündigen. Amor (Sopran, Hosenrolle) entsendet den Chor und das Ballett in weit entfernte Länder, um die dortigen Formen der Liebe zu erkunden.
Im ersten Aufzug „Der großmütige Türke“ (Le Turc généreux) widersteht die christliche Emilie den Avancen des Paschas Osman, da ihr Herz Valère gehört. In einem Seesturm wird dieser an Land gespült und versklavt. Es kommt zu einer dramatischen Begegnung zwischen ihm und Osman, doch dieser verzichtet auf Emilie und schenkt seinem Rivalen die Freiheit.
Der zweite Aufzug „Die Inkas in Peru“ (Les Incas au Pérou) ist in einer peruanischen Wüste angesiedelt, mit einem zunächst ruhigen Vulkan im Hintergrund. Huascar (Bass), Inka-Hohepriester der Sonne, begehrt insgeheim die Prinzessin Phani (Sopran), doch sie ist die Liebhaberin des spanischen Offiziers und Konquistadors Don Carlos (Haute-Contre). Musikalischer und dramatischer Höhepunkt ist das große Sonnenfest, in dem Huascar zunächst die Zerstörung der Sonnentempel durch die spanischen Konquistadoren beklagt: „Soleil, on a détruit tes superbes asiles“ (Sonne, man hat deine hehren Weihestätten zerstört). Auf den lebhaften Mittelteil „Brillant soleil“ (Strahlende Sonne) folgt „Clair flambeau du monde“ (Lichte Fackel der Welt). Rameau komponierte diesen ergreifenden Sonnengesang als langsames Rondeau, das von Huascar in A-Dur angestimmt und vom Chor als Refrain wiederholt wird. Doch der Oberpriester ist der Demütigung und dem Tod geweiht: er verliert die Prinzessin an seinen Rivalen und wird nach einem Erdbeben und einem Vulkanausbruch von einem Felsbrocken erschlagen.
Der dritte Aufzug bietet wiederum eine Eifersuchtsgeschichte, diesmal in Persien, zwischen dem Prinzen Tacmas (Haute-Contre), seinem Günstling Ali (Bariton) und den beiden Sopranistinnen Zaïre und Fatima. Alles löst sich jedoch in Minne auf, und den Abschluss dieses Teils bilden Gesänge und Tänze aus Anlass eines Blumenfestes in Alis Garten.
Der vierte Aufzug spielt in den Wäldern der Neuen Welt und zeigt die Auseinandersetzungen zwischen französisch-spanischen Truppen und nordamerikanischen Indianern, die hier als „Die Wilden“ (Les Sauvages) bezeichnet werden. Auch hier ist ein Happy End vorgesehen: Nach einem lebhaften Friedenstanz „Forêts paisibles“ (Friedliche Wälder), dessen Musik aus Rameaus Pièces de clavecin von 1728 übernommen ist, und zwei Menuetten schließt das Werk mit einer Chaconne.